# Aintree (dorp)
Aintree, ook Aintree Village, is een civil parish in bestuurlijke gebied Sefton, in het Engelse graafschap Merseyside. Het ligt zo'n 10 km ten noorden van het centrum van Liverpool.
Aintree is bekend vanwege het racecircuit Aintree en de Grand National, de belangrijkste paardenrace ter wereld, die eens per jaar wordt gehouden.